# オーケストラ・アンサンブル金沢
オーケストラ・アンサンブル金沢（オーケストラアンサンブルかなざわ、英: Orchestra Ensemble Kanazawa）は、石川県金沢市に本拠を置く日本のオーケストラ。室内管弦楽団としては多目の団員三十数名を擁し、二管編成管弦楽曲を主なレパートリーとする。日本オーケストラ連盟正会員。

## 概要
1988年に石川県と金沢市が中心となり設立した財団法人石川県音楽文化振興事業団を運営母体とし、2001年からは石川県立音楽堂を本拠地とし、定期演奏会を行なっている。毎年作曲家に新曲を委嘱するコンポーザー・オブザイヤー制度を敷く。常設のプロフェッショナル室内管弦楽団としては日本で最初の存在。初代常任指揮者には音楽監督の岩城宏之の推挙により、天沼裕子が就任した。通称は「アンサンブル金沢」、略称は英語名「Orchestra Ensemble Kanazawa」の頭文字を取って「OEK」であるが、「アンカナ」と呼ぶ人もいる。
設立にあたっては、地方を本拠としながらも出身・国籍にかかわらず幅広く人材を募った。結成から数年は旧ソヴィエト連邦や東側諸国崩壊と重なったのでロシア人奏者を豊富に擁することとなり、スラヴの響きがするオケと評された。1990年に加入したスロヴァキア・フィルハーモニー管弦楽団出身のルトヴィート・カンタは首席チェロ奏者を長年務めた後、2018年以降は名誉団員として活躍している。現在の楽団員はそれほどスラヴ系に偏ってはいないが、精度の高いアンサンブル、特に弦楽合奏のビロードのような質感は依然としてこのオーケストラの美点といえる。
レパートリーはチャイコフスキーやシチェドリンなどのロシア物に始まり、ハイドンやモーツァルトの古典派音楽に軸足を置くが、ベートーヴェンやロマン派のブラームスもこの規模のオーケストラとは思えぬほど雄渾に演奏し、武満徹ら作曲家から毎年作品の提供を受けて現代の音楽にも挑戦し続けている。

## 主なポスト等
アーティスティック・リーダー広上淳一
パーマネント・コンダクター川瀬賢太郎
パーマネント・コンダクター松井慶太
桂冠指揮者井上道義、マルク・ミンコフスキ
名誉アーティスティック・アドヴァイザーギュンター・ピヒラー、ユベール・スダーン

## コンサート

### 定期演奏会
- フィルハーモニー・シリーズ（全8回）

- マイスター・シリーズ（全5回）
- ファンタスティック・オーケストラコンサート（全4回）

　月間1回から3回程度、3種類の定期演奏会を持ち、主に石川県立音楽堂で開催されている。定期会員は現在約3000人程度。定期公演は、OEK本来のレパートリーを提供する「フィルハーモニーシリーズ」、著名な客演奏者/歌手/指揮者を招いたり、他のオーケストラとの合同演奏によって人気の高い（大規模な）曲を聴かせる「マイスターシリーズ」、ジャズやポップスなど肩の凝らないエンタテインメント性の高いステージで魅了する「ファンタジーシリーズ」の3シリーズがある（以上は大体の傾向である。もちろんフィルハーモニーシリーズでもよく知られた曲は演奏され、客演も毎回のように行われている）。

### 岩城宏之メモリアル・コンサート
故・岩城宏之の誕生日が9月6日であることから、2007年より、毎年9月に開催されているコンサート。2007年に創設された「岩城宏之音楽賞」受賞者をソリストに招き開催されている。2008年からは定期演奏会に内包されていたが、2014年から単独のコンサートとして行われている。

### 小松定期
毎年2回＜春＞＜秋＞として、石川県小松市團十郎芸術劇場うららで開催されている。直前の定期公演の演目、またはそれをアレンジした選曲となる場合のほか、小松定期独自のプログラムが演奏されることもある。

### その他
毎年2回にわたる東京・名古屋・大阪での定期的な公演を含む全国各地での公演のほか、県内外でのアウトリーチ活動など、積極的に活動を行っている。

## 歴代音楽監督等
- 岩城宏之
- 井上道義
- マルク・ミンコフスキ

## 歴代コンポーザー・オブ・ザ・イヤーと委嘱作
作曲家とオーケストラが期間契約を結び、その間に新作を提供したり顧問的な役割を果たす制度で、OEKの設立より2010年までは「コンポーザー・イン・レジデンス」という呼称であった。
| 作家名                 | 在任期間          | 委嘱作                                                   |
| ---------------------- | ----------------- | -------------------------------------------------------- |
| 一柳慧                 | 1988 - 1991年     | 筝と室内オーケストラのための「始原」                     |
| 石井眞木               | 1988 - 1991年     | 能管と小オーケストラのための「風姿II」                   |
| 外山雄三               | 1991 - 1992年     | 交響的「石川」                                           |
| 西村朗                 | 1992 - 1993年     | 鳥のヘテロフォニー                                       |
| 湯浅譲二               | 1993 - 1995年     | ピアノ・コンチェルティーノ                               |
| 武満徹                 | 1995 - 1996年 2月 | （未完）                                                 |
| 黛敏郎                 | 1996 - 1997年 4月 | パッサカリア（絶筆・未完）                               |
| 池辺晋一郎             | 1997 - 1998年     | 悲しみの森 －オーケストラのために                        |
| 藤家渓子               | 1998 - 1999年     | ギター協奏曲 第2番「恋すてふ」                           |
| 林光                   | 1999 - 2000年     | 哀歌 －オーケストラのための                              |
| 江村哲二               | 2000 - 2001年     | ザ・ウェッジ（楔） －オーケストラのための                |
| 松村禎三               | 2001 - 2002年     | ゲッセマネの夜に                                         |
| 三善晃                 | 2002 - 2003年     | 三つのイメージ －童声・混声合唱とオーケストラのための    |
| 猿谷紀郎               | 2003 - 2004年     | 碧い知嗾（ちそう）                                       |
| 権代敦彦               | 2004 - 2005年     | 84000×0＝0 for Orchestra, op.88                          |
| レーラ・アウエルバッハ | 2004 - 2005年     | ヴァイオリン協奏曲第２番 作品77                          |
| 間宮芳生               | 2005 - 2006年     | オーケストラのためのタブロー2005                         |
| 新実徳英               | 2006 - 2007年     | 協奏的交響曲 －エランヴィタール                          |
| 一柳慧                 | 2007 - 2008年     | 交響曲第7番「イシカワ・パラフレーズ」－岩城宏之の追憶に  |
| 三枝成彰               | 2008 - 2009年     | ピアノ協奏曲「イカの哲学」                               |
| ロジェ・ブトリー       | 2009 - 2010年     | アルトおよびソプラノのサクソフォンと管弦楽のための協奏曲 |
| 加古隆                 | 2010 - 2011年     | ヴァーミリオン・スケープ ～朱の風景                      |
| 望月京                 | 2011 - 2012年     | 三千世界                                                 |
| ウンスク・チン         | 2012 - 2014年     | 大アンサンブルのための「グラフィティ」                   |
| 権代敦彦               | 2014 - 2015年     | Vice Versa ― 逆も真なり                                  |
| 一柳慧                 | 2015 - 2016年     | 交響曲 第10番 ― さまざまな思い出の中に                   |
| ティエリー・エスケシュ | 2016 - 2017年     | オルガン協奏曲 第3番 「時の4つの顔」                     |
| 池辺晋一郎             | 2017 - 2018年     | この風の彼方へ                                           |
| 挾間美帆               | 2018 - 2019年     | 南坊の誓い                                               |
| 酒井健治               | 2019 - 2020年     | Jupiter Hallucination（ジュピターの幻影）                |
| 杉山洋一               | 2020 - 2021年     | 揺籃歌（自画像II）—オーケストラのための                  |
| 細川俊夫               | 2021 - 2022年     | 〈セレモニー〉 フルートとオーケストラのための            |
| 池辺晋一郎             | 2022 - 2023年     | シンフォニー XI                                          |
| 薮田翔一               | 2023 - 2024年     | Accumulate for Orchestra                                 |

## 録音
井上道義のモーツァルト、ベートーベン、フランスもの等、また金聖響で、ベートーヴェンの「交響曲第2番+第7番」、「交響曲第3番《英雄》+《コリオラン》序曲」、「交響曲第5番《運命》+《エグモント》序曲」を2004年までにリリースし、2006年には「交響曲第6番《田園》+《プロメテウスの創造物》序曲」をリリースした。また、2007年に、ブラームスの交響曲を全曲録音し、順次発売している。